# アルシノイテリウム科

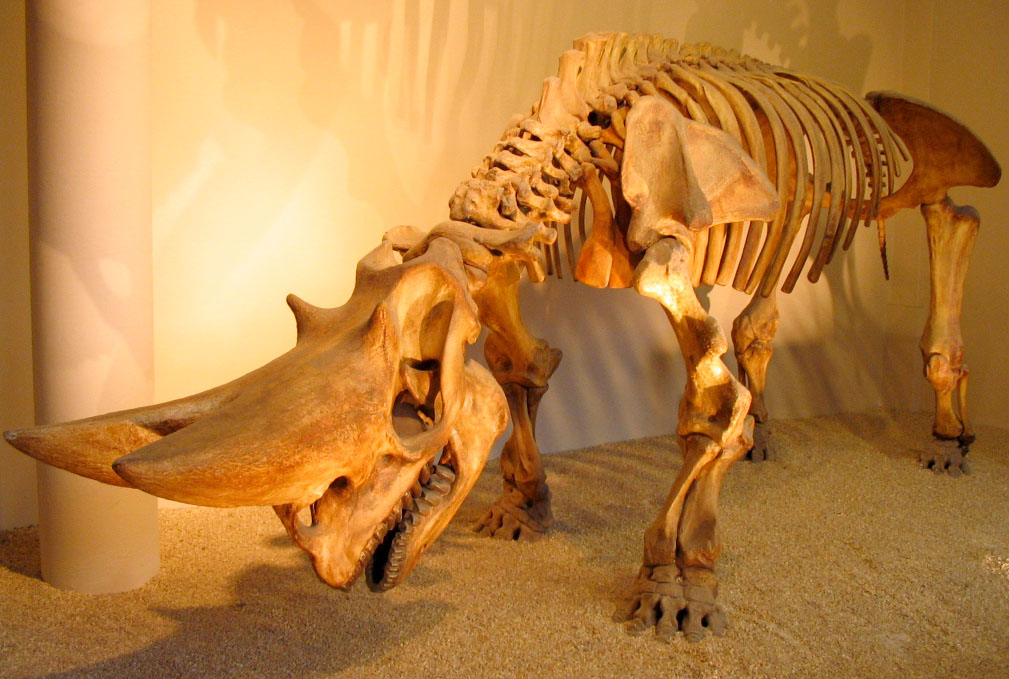
Arsinoitherium zitteli の骨格化石標本。ロンドン自然史博物館。

アルシノイテリウム科（学名：Familia Arsinoitheriidae）は、約4,000万- 約2,300万年前（新生代古第三紀始新世後期前半［バートニアン］- 漸新世末期［チャッティアン］）のアフロアラビアおよびユーラシア西部地域に生息していた植物食性有蹄哺乳類の一分類群。
重脚目の主要な1科であり、模式属アルシノイテリウムのほか、クリヴァディアテリウム属（en）、ヘプトコノドン属、パラエオアマシア（パレオアマシア）属（en）、ラディンスキア属が現在知られている（異説あり）。

## 概説
最も古い地層から発見されているのは、トルコにある始新世中期の地層に由来のパラエオアマシア属である。
一方、形態学的知見は、ラディンスキア属に同科の始原的特徴を見出している。
代表種であるアルシノイテリウム属は、始新世末期（内、チャッティアンも末期の頃）の北アフリカに出現し、アフロアラビアに広く分布した。そして、漸新世の終焉前夜に（あるいは、終焉期に）同科の最後の種の一つとなっている。
同じく始新世末期に出現したクリヴァディアテリウム属も、最後の種の一つと考えられる。こちらは現・東ヨーロッパのルーマニアはトランシルヴァニア地方にあたる地域に生息していた。
もっとも、アルシノイテリウム属以外を原始的なパラエオアマシア科（パレオアマシア科）として区別する説もある。

## 下位分類の詳細
アルシノイテリウム科の下位分類についての詳細を記す。地名は化石の発見地。略号（la=ラテン語による別の発音）。
原始的形質を示すものとしてパラエオアマシア科を設ける説もあるので、ここでは区分して表記する。
2科に分ける場合、アルシノイテリウム科はアルシノイテリウム属の1属3種（あるいは、1属2種）という構成になる。
一方、パラエオアマシア科であるが、これにはさらに別の仮説がからみ、その上、十分な学術的報告がなされていない。よって、現時点では記述を抑えることとする。
- アルシノイテリウム科 Arsinoitheriidae　Andrews, 1904
  - アルシノイテリウム属 
Arsinoitherium　Beadnell, 1902 　：模式属
    - アルシノイテリウム・ジッテリ 
A. zitteli　Beadnell, 1902 　
：模式種。北アフリカ（エジプト、リビア）、サブサハラ・アフリカ（アンゴラ）、アラビア半島（オマーン）。
    - アルシノイテリウム・ギガンテウス 
A. giganteus　Sanders, Kappelman et Rasmussen, 2004 
：エチオピア
    - アルシノイテリウム・アンドレウシイ 
A. andrewsii　Lankester, 1903 　
：A. zitteli である可能性あり。エチオピア。
- パラエオアマシア科（la:パレオアマシア科） ? Palaeoamasiidae　Sen et Heintz, 1979
  - クリヴァディアテリウム（la:クリワディアテリウム）属 
Crivadiatherium　Radulesco et al., 1976
    - クリヴァディアテリウム・イリエスクイ 
C. iliescui　Radulesco et Sudre, 1985 　
：ルーマニア
    - クリヴァディアテリウム・マクケンナイ 
C. mackennai　Radulesco, Iliesco et Iliesco, 1976

  - ヘプトコノドン（la:エプトコノドン）属 
Heptoconodon　Zdansky, 1930 (? Lunania Chow, 1957)
  - パラエオアマシア（la:パレオアマシア）属 
Palaeoamasia　Sen et Heintz, 1979
    - パラエオアマシア・カンスイ 
P. kansui　Ozansoy, 1966 　
：最も古い地層（始新世中期）より発見。トルコ。

  - ラディンスキア属 
Radinskya
    - ラディンスキア・ユピンガエ 
Radinskya yupingae　McKenna, Chow, Ting et Luo, 1989 　
：始原的形態を持つ。

## 系統進化
推定される系統発生の関係図。その一例。
```
`-o†
重脚目
 
Embrithopoda

  `--o 
アルシノイテリウム科 
Arsinoitheriidae

     |-- ラディンスキア 
Radinskya yupingae

     `--+-- ヘプトコノドン 
Heptoconodon

        `--+--o 
アルシノイテリウム
 
Arsinoitherium

           |  |-- アルシノイテリウム・ジッテリ 
A. zitteli

           |  |?- アルシノイテリウム・アンドレウシイ 
A. andrewsii

           |  `-- アルシノイテリウム・ギガンテウス 
A. giganteus

           `--+?- 
クリヴァディアテリウム
 
Crivadiatherium

              `?- 
パラエオアマシア
（パレオアマシア） 
Palaeoamasia
```